# Центр Еврейско-Христианского Взаимопонимания и Сотрудничества
Центр Еврейско-Христианского Взаимопонимания и Сотрудничества (CJCUC/ ЦЕХВС) — учебное заведение, в котором христиане, путешествующие по Израилю, могут изучать еврейскую Библию с раввинами-ортодоксами и узнавать о еврейских корнях христианства. Центр был основан в 2008 году в Эфрате известным педагогом раввином Шломо Рискиным. ЦЕХВС сотрудничает с крупными христианскими межконфессиональными организациями, такими как Объединённые Христиане за Израиль и Международное Христианское Посольство в Иерусалиме. С 2018 года центр возглавляет Дэвид Некрутман.

## История
Идеологическая основа, которая привела к окончательному созданию ЦЕХВС в 2008 году, начала формироваться почти за 50 лет до этого. В 1964 году Джозеф Б. Соловейчик, учитель и наставник канцлера и основателя ЦЕХВС Шломо Рискина, опубликовал эссе под названием «Конфронтация», в котором он изложил свои взгляды на межрелигиозный диалог и тщательно разработал руководящие принципы, которые сделали такой диалог возможным.
Примерно в то же время в рядах Католической Церкви произошли фундаментальные идеологические сдвиги, и через год после публикации эссе Соловейчика, Ватикан выпустил «Nostra Aetate» — декларацию о взаимоотношениях церкви с нехристианскими религиями. Эта декларация  сняла с евреев вину за распятие Иисуса и признала, что религиозный антисемитизм был одной из причин злодеяний, совершённых против еврейского народа.
Погружение Рискина в иудейско-христианские отношения началось в начале 1960-х годов, когда он посещал семинары, посвященные христианским Евангелиям, проводимые профессором Дэвидом Флуссером в Еврейском университете в Иерусалиме. Будучи ортодоксальным иудеем, он мог проследить параллели между учением Иисуса и еврейскими писаниями.
Поселившись в Эфрате, Рискин начал налаживать связи с христианским миром. Большинство христиан, приезжавших в Эфрат, чтобы слушать и учиться, были евангелистами. У него сложились хорошие отношения с преподобным Робертом Стернсом из «Орлиных крыльев» и пастором Джоном Хаги.
После ухода Рискина с поста президента сети учебных заведений «Ор Тора Стоун» в 2018 году надзор за всей деятельностью ЦЕХВС был возложен на Дэвида Некрутмана, который сейчас возглавляет центр.

## Деятельность
ЦЕХВС принимает христианские группы со всего мира для проведения однодневных семинаров, которые включают экскурсии по библейским местам, таким как соседний Иерусалим и Путь Патриархов. Среди предметов, включенных в программу семинаров: еврейско-христианские отношения; богословие библейских праздников; Завет и миссия; Десять заповедей; Сатана, зло и свободная воля; Иудаизм и служение Иисуса; человеческая жизнь, созданная по образу Божьему.
Центр проводит образовательные семинары для студентов и преподавателей католических и протестантских семинарий в США, Канаде и Европе. Он назначил североамериканских и европейских директоров для координации отношений с религиозными лидерами на этих континентах. ЦЕХВС создал Центр богословского мышления, Институт богословских исследований (ITI), возглавляемый раввином Юджином Корном и доктором Робертом Дженсоном из Института Уизерспуна, в котором работают ученые и теологи, чья задача состоит в том, чтобы наметить точки пересечения между иудаизмом и христианством.
В мае 2011 года ЦЕХВС оказал спонсировал студенческую группу Йельского университета, состоящую из ортодоксальных иудеев и евангелистов, созданную для изучения основ еврейско-христианских отношений.